# Dale-Earnhardt-Statue (Kannapolis)

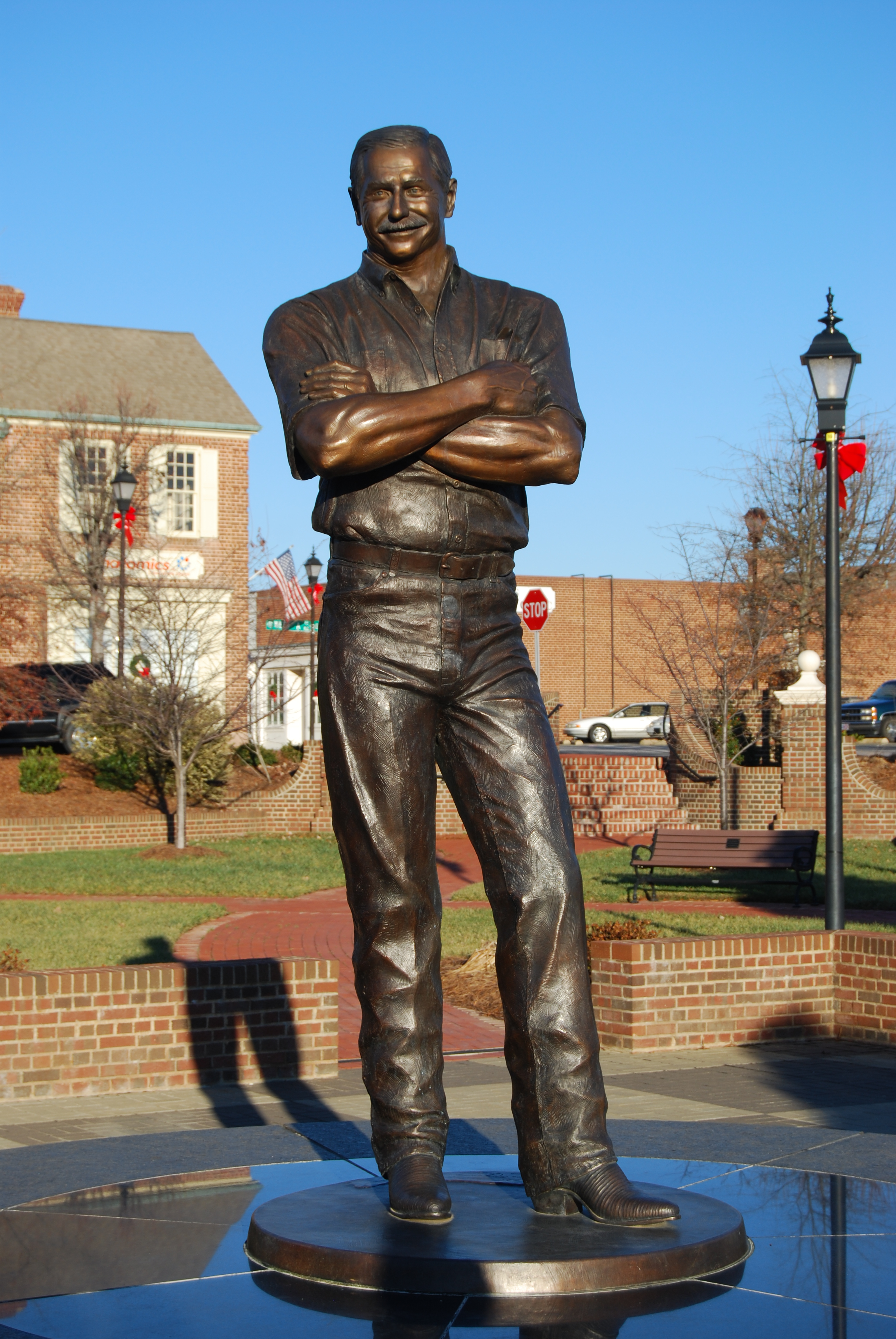
Statue von Dale Earnhardt in Kannapolis

Dale-Earnhardt-Statue vor dem Daytona Motor Speedway, auf einer 3 stehend, der traditionellen Nummer seines Rennwagens

Die Dale-Earnhardt-Statue ist ein von dem Skulpteur Clyde Ross Morgan geschaffenes Standbild des US-amerikanischen NASCAR-Rennfahrers Dale Earnhardt (1951–2001). Es befindet sich in seiner Geburtsstadt Kannapolis im US-Bundesstaat North Carolina. Eine zweite, von dem US-amerikanischen Bildhauer John Lajba geschaffene Statue von Dale Earnhardt befindet sich vor der Anlage des Daytona International Speedway, auf deren Rennstrecke er 2001 tödlich verunglückte.

## Geschichte
Bereits kurz nach Earnhardts Tod beauftragte die Stadtverwaltung von Kannapolis den US-amerikanischen Bildhauer Clyde Ross Morgan (* 1942), eine Skulptur des Rennfahrers zu erschaffen, der in seiner Heimatstadt als Rennsport-Legende verehrt wird. Die Statue wurde am 14. Oktober 2002 enthüllt, auf dem Dale Earnhardt Plaza aufgestellt und in die Obhut der Stadt Kannapolis übergeben. Die Kosten für die Statue beliefen sich auf rund 200.000 US-Dollar.

## Beschreibung
Die etwa 2,7 Meter hohe, aus Bronze gefertigte Dale-Earnhardt-Statue hat ein Gewicht von ca. 400 Kilogramm. Sie zeigt den stehenden Rennfahrer in Freizeitkleidung mit vor der Brust verschränkten Armen. Die Statue ist umgeben von Wegen und Gartenanlagen, die einen Bezug zum Leben und Wirken Dale Earnhardts und seiner Familie haben. Der Zugang zur Statue besteht aus sieben Stufen, die seine sieben Gewinne des Winston Cup repräsentieren. Eine die Statue umgebende Sitzwand ist in 76 Abschnitte untergliedert, die sich auf  Earnhardts 76 Siege, die er im Laufe seiner Karriere in der NASCAR Cup Serie erreichte, beziehen. Der Fußweg, der die Statue umgibt, hat die Form eines Ovals, was auf eine typische Rennstrecke hinweist. Die in Dreiergruppen um die Statue angeordneten Sitzbänke beziehen sich auf die Nummer 3, die sein Rennwagen während seiner gesamten Rennfahrerkarriere fast ausschließlich trug. Die Statue wird nachts von acht Lampen angestrahlt und erinnert damit an die Rennwagennummer 8, die sein Vater Ralph Earnhardt meist verwendete. Die Dale-Earnhardt-Statue befindet sich in der Nähe der Gegend, wo der junge Dale das Autofahren erlernte.